# Канюкский мост
Канюкский мост (лит. Kaniūkų tiltas) — автодорожный металлический балочный мост через реку Нямунас в Алитусе, Литва. Является частью дороги КК128, соединяющей Науйейи-Валькининкай и Алитус. Название моста произошло от расположенной рядом деревни Канюкай (лит. Kaniūkai). Выше по течению находится Меркинский мост, ниже — мост Белой розы.

## История
В 1891—1892 годах в составе строительства стратегической дороги Олита—Ораны по проекту инженера Н. А. Белелюбского был сооружён пятипролётный металлический мост. Фермы пролётного строения были изготовлены на Путиловском заводе в Санкт-Петербурге. Три центральных пролёта длиной 54,7 м перекрывались балочными фермами с треугольной решёткой, составленной только из раскосов, без стоек. Боковые пролёты (длиной по 14,6 м) состояли из металлических балок. Промежуточные опоры были построены из бутовой кладки на кессонном основании. Ледорезы были облицованы гранитом. Общая длина моста составляла 193,5 м, высота — 15 м. 
14 августа 1915 года мост был взорван отступавшими русскими войсками. Немецкими военными вначале был построен временный деревянный мост ниже по течению, а затем восстановлен постоянный мост.
15 июля 1944 году центральный пролёт был взорван отступавшими немецкими войсками. Однако упавшая в воду ферма не получила серьёзных повреждений и была поднята советскими военными. В 1964 году деревянный настил проезжей части был заменен на асфальтобетон.
В 1976—1977 годах мост был реконструирован по проекту, разработанному в институте «Lietketprojekto» (автор проекта — инженер К. Василиаускас (лит. Kęstutis Vasitiauskas)). Металлические фермы были заменены на стальные двутавровые балки (на крайних пролётах — железобетонные). Работы производились Алитусским дорожно-строительным управлением №8 (лит. Alytaus Kelių statybos valdyba №8), руководителями работ были С. Ликас (лит. Stasis Likas) и Х. Кебейкис . Открытие моста после ремонта было приурочено к 60-летию Октябрьской революции.

## Конструкция

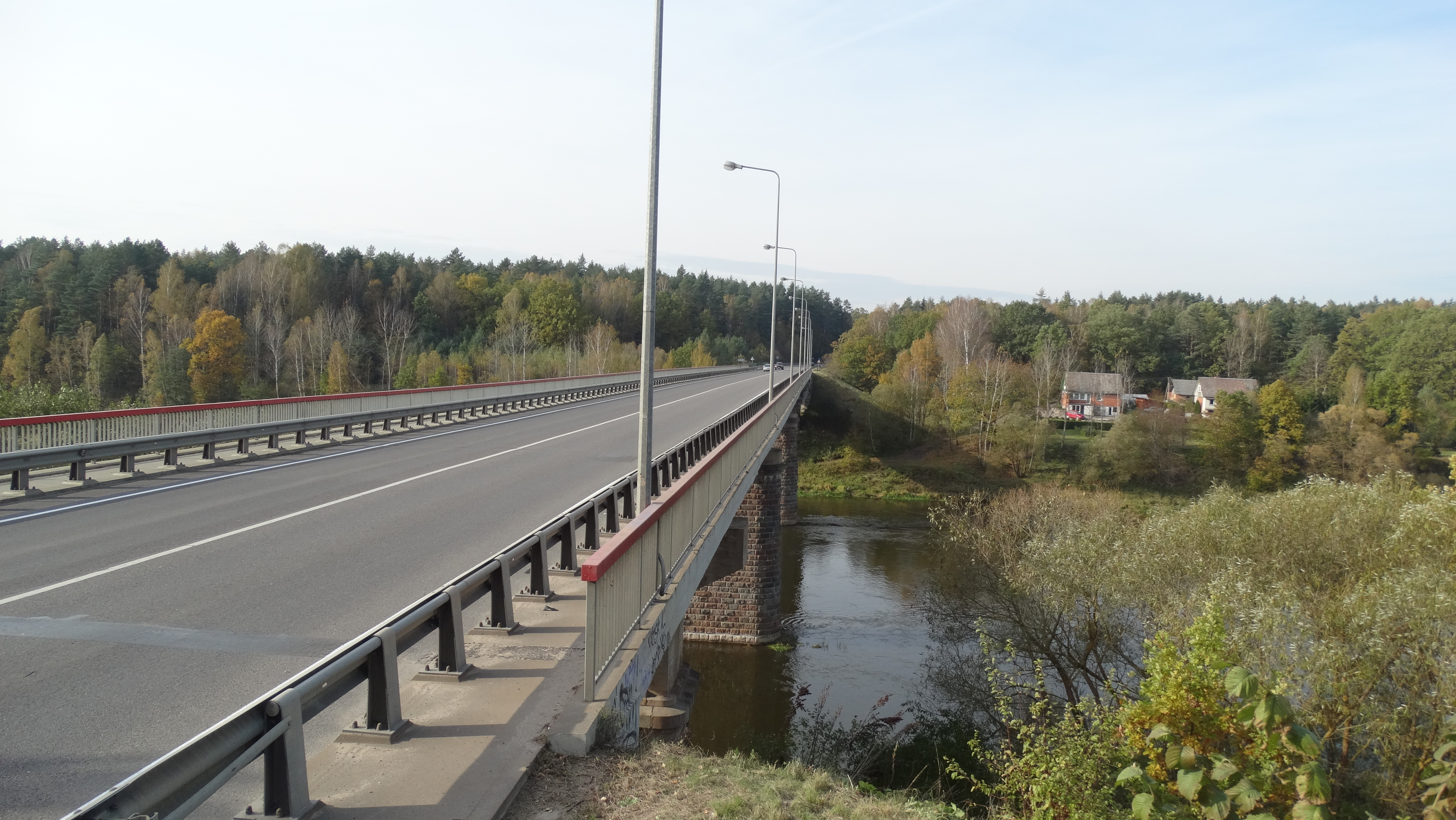
Проезжая часть моста

Мост пятипролётный металлический неразрезной балочный. Схема разбивки на пролёты: 18,0 + 3 х 54,1 + 18,0 м. Пролётное строение моста сталежелезобетонное, состоит из двух стальных двутавровых балок постоянной высоты и железобетонной плиты проезжей части. Главные балки объединены между собой поперечными связями. Боковые пролёты перекрыты двутавровыми балками постоянной высоты заводского изготовления из преднапряжённого железобетона. Опоры моста из бутовой кладки с гранитной облицовкой. На промежуточных опорах с верховой стороны устроены ледорезы. Длина моста составляет 203,47 м, ширина — 13,7 м (из них ширина проезжей части — 10,7 м и два тротуара по 0,855 м).
Мост предназначен для движения автотранспорта и пешеходов. Проезжая часть включает в себя 2 полосы для движения автотранспорта. Покрытие проезжей части — асфальтобетон. Тротуары отделены от проезжей части металлическим барьерным ограждением. Перильное ограждение металлическое простого рисунка.